# Relations entre l'Argentine et le Royaume-Uni
Les relations entre l'Argentine et le Royaume-Uni sont des relations internationales s'exerçant entre un État d'Amérique du Sud, la République argentine, et un autre européen, le Royaume-Uni de Grande-Bretagne et d'Irlande du Nord. Elles sont structurées par deux ambassades, l'ambassade d'Argentine au Royaume-Uni et l'ambassade du Royaume-Uni en Argentine.

## Rivalité et conflits
Les relations entre la junte militaire argentine et le gouvernement de Margaret Thatcher furent amicales dans un premier temps. Des membres de la junte furent invités à Londres, comme l'ancien chef de la marine Emilio Massera, responsable de centaines de disparitions, où le ministre argentin des Finances, José Martínez de Hoz, qui défendait des conceptions économiques proches du thatcherisme. La dame de fer mit fin à un programme d'aide aux réfugiés latino-américains fuyant les persécutions, qui avait été introduit par le précédent gouvernement travailliste. Les ventes d'armes à l'Argentine ont augmenté avec l'arrivée au pouvoir des conservateurs. Quatre jours seulement avant l'invasion des Malouines par l'Argentine, le gouvernement britannique tentait de vendre des avions bombardiers à la junte.
Les îles Malouines sont un point chaud des relations entre les deux pays, et la principale raison de leurs difficultés à s'entendre. Au cours de l'Histoire, ces îles ont été sous le contrôle de plusieurs pays indépendamment (la France, l'Espagne et les États-Unis), puis les deux nations exercèrent à plusieurs reprises leurs souverainetés concomitamment. Elles se disputent aujourd'hui cette souveraineté, jusqu'à présent reconnue aux Britanniques. En 1982 éclate la guerre : l'Argentine envahit les îles pour les récupérer de force. Le Premier Ministre britannique Margaret Thatcher n'hésite pas à riposter. Cette guerre de quelques mois coûte la vie de presque un millier d'hommes, et se solde par une victoire des Britanniques. Le 2 mai 1982, le sous-marin britannique HMS Conqueror coule le croiseur léger ARA General Belgrano de la Marine argentine entrainant la mort de 323 marins argentins. La guerre des Malouines et en particulier le torpillage du croiseur ARA General Belgrano suscite toujours la rancœur des Argentins.
En 2013, les quelques centaines d'habitants des Malouines démontrent à travers un référendum qu'ils souhaitent à plus de 99 % rester sous l'autorité du Royaume-Uni. En réaction, Kirchner demande au pape argentin récemment élu, François, d'intervenir.